# Jentje Cats
Jentje Cats Epeüszoon (Leeuwarden, 27 maart 1793 - Leeuwarden, 2 augustus 1853) was een Fries ambtenaar, politicus en rechter.
Jentje Cats was de zoon van secretaris van Leeuwarderadeel en rechter te Leeuwarden Epeüs Cats en zijn vrouw Anna Reinoudina Manger. Cats studeerde Romeins en hedendaags recht aan de Hogeschool te Groningen, alwaar hij promoveerde op stellingen in 1813. Hij was van 1814 tot 1816 ontvanger der registratie te Heerenveen en was van 1816 tot 1830 secretaris bij de grietenij Leeuwaraderdeel. Van 1819 tot 1830 was hij lid van de Provinciale Staten van Friesland, eerst namens de landelijke stand van Leeuwarderadeel, later namens die van Bergum. Van juli 1829 tot september 1830 was hij tevens lid van het provinciaal bestuurscollege, de Gedeputeerde Staten.
In 1830 werd Cats gekozen tot lid van de Tweede Kamer der Staten-Generaal. Hij was in die periode gematigd liberaal, terwijl hij zich later, in 1848, zou ontpoppen als liberaal. Hij was lid van de geheime staatscommissie tot herziening van de Grondwet in 1831, en lid van de staatscommissie omtrent de reclames ten aanzien der abuizen, die zich in kadastrale werkzaamheden voordoen in 1833.
In 1834 werd hij benoemd tot rechter in de rechtbank van eerste aanleg te Leeuwarden, wat hij combineerde met zijn Kamerlidmaatschap. In 1838 werd hij echter benoemd tot raadsheer bij het Provinciaal Gerechtshof, en twee jaar later, in 1840, nam hij ontslag als Kamerlid. In 1847 zou hij het zelfs tot vicepresident van het provinciaal gerechtshof schoppen.
Van 1843 tot 1851 was hij tevens lid van de stedelijke raad van Leeuwarden. In 1848 werd Cats nog eenmaal kortstondig Kamerlid, dit keer als buitengewoon lid van de Tweede Kamer, als onderdeel van de Dubbele Kamer die over de grondwetswijziging zou beslissen. Hij voerde als lid van die Dubbele Kamer het woord hij de algemene beschouwingen over de grondwetsherzieningen en bij de behandeling van hoofdstuk IX, Waterstaat. Hij stemde uiteindelijk voor alle voorstellen tot grondwetsherziening.
Cats trouwde in 1815 met Jacoba Dodonea van Bienema, met wie hij twee zoons en vier dochters kreeg. In 1837 werd hij benoemd tot Ridder in de Orde van de Nederlandse Leeuw. Hij was zwager van het gemodereerde Kamerlid (1842 - 1845) Seerp Brouwer en schoonvader van het conservatieve Kamerlid (1853 - 1855) Willem Engelen.